# Joseph Vacher
Joseph Vacher (Beaufort, Isère, Francia, 16 de noviembre de 1869 - Bourg-en-Bresse, Ain, 31 de diciembre de 1898) fue un asesino en serie francés acusado del asesinato de un mínimo de 11 personas. 
A veces se le ha llamado "El Destripador de Francia" o "El Destripador del Sureste", debido a su comparación con, el más famoso, Jack el destripador de Londres en 1888. Sus señas de identidad eran su cara semiparalizada y un sencillo sombrero blanco de piel de conejo.

## Infancia y juventud

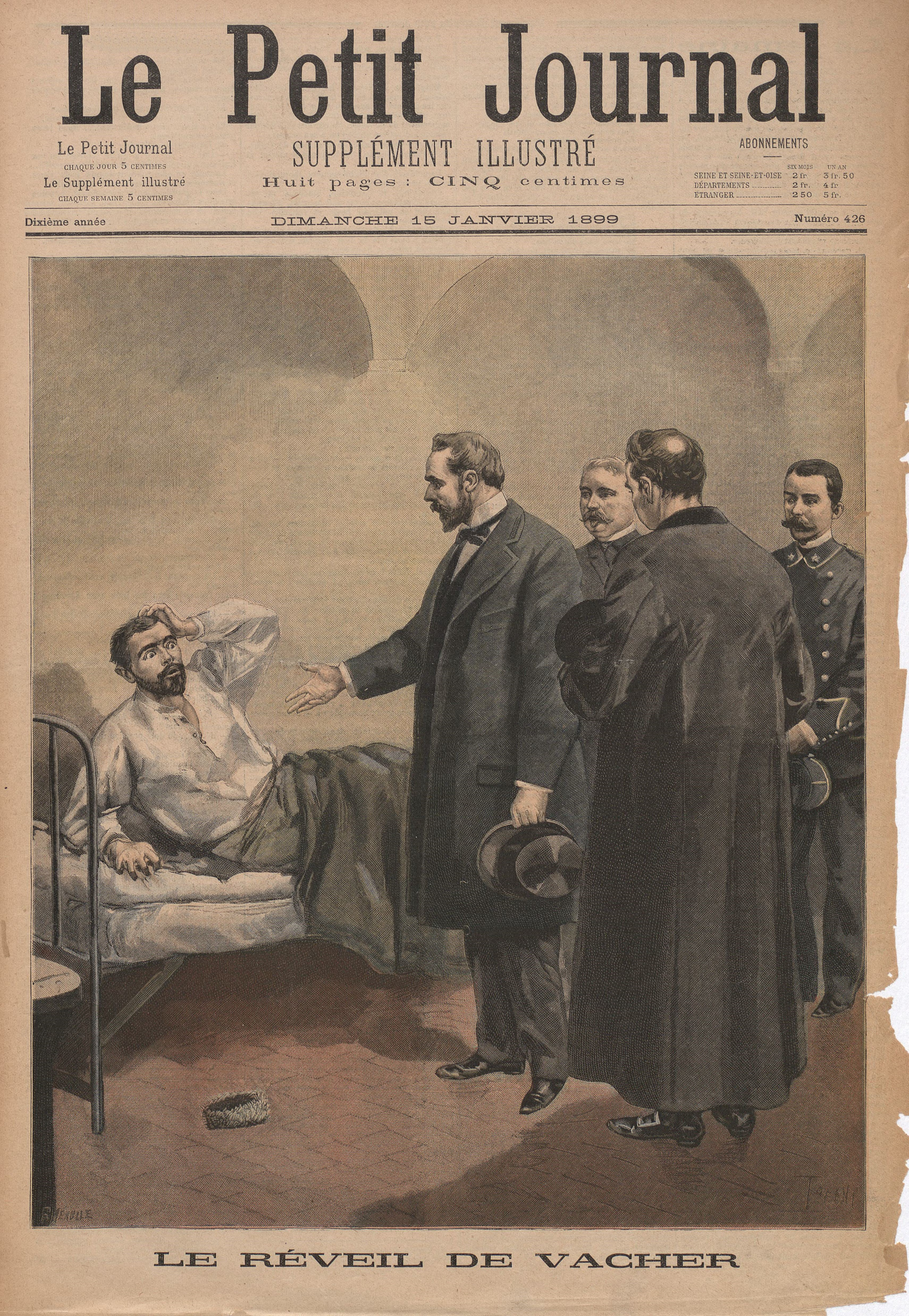
Portada de Le Petit Journal

Nació en el pueblo francés de Beaufort, en una humilde familia campesina y como era costumbre cursó sus estudios primarios en una escuela católica. De niño tal fue su vinculación al campo que acostumbraba torturar animales, y las cosas empeoraron en la adolescencia, gustando de golpear a jóvenes campesinas con las que solía tener relaciones sexuales. Sobrepasó los límites cuando en 1889 a la edad de 19 años, se le arrestó por intentar violar a un niño.
Uniéndose al ejército, Vacher escapó del hambre y las necesidades de su familia, ya que era el menor de 15 hermanos. En la milicia experimentó depresiones que le condujeron a su primer intento de suicidio, se cortó la garganta sin éxito. En 1893, aún en el ejército, se enamoró de una joven sirvienta pero cada vez que trataba de conquistarla ella le rechazaba.
Cuando Joseph culminó su servicio militar le propuso matrimonio, pero la joven se burló de él. Vacher reaccionó de forma violenta y le disparó cuatro veces, luego se disparó dos veces en la cabeza. La chica terminó gravemente herida mientras que a consecuencia de los disparos Joseph quedó con una de las balas alojada en su cráneo cerca de la oreja, por lo que los músculos del lado derecho se paralizaron al igual que su ojo. Acabó mentalmente inestable y fue ingresado en una institución psiquiátrica.
A los pocos días, Vacher se escapó pero fue recapturado cuando apareció el cadáver de un joven de 17 años con múltiples puñaladas y el abdomen abierto, se declaró culpable y lo reingresaron en el psiquiátrico. Todo fue en vano y aunque los tratamientos médicos no mejoraban su condición, los doctores lo declararon completamente sano y fue liberado en 1894.

## Los crímenes
Después de su liberación, Joseph dedicó los siguientes cuatro años a una vida de vagabundo recorriendo de pueblo en pueblo el sur de Francia, sobrevivía a base de las limosnas que pedía por tocar su acordeón y cortas jornadas de trabajo en granjas. Durante este tiempo Vacher asesinó brutalmente a 6 mujeres y 5 adolescentes, su perversión era tal que practicaba necrofilia y vampirismo con los cadáveres, luego procedía a mutilarles salvajemente los órganos sexuales aunque en algunos casos los seccionaba con precisión para llevar a cabo canibalismo o les arrancaba los ojos. Acechaba cuando sus víctimas estaban solas, para atacarlas con su cuchillo, muchos de ellos pastores que cuidaban solos vacas y ovejas en los campos.

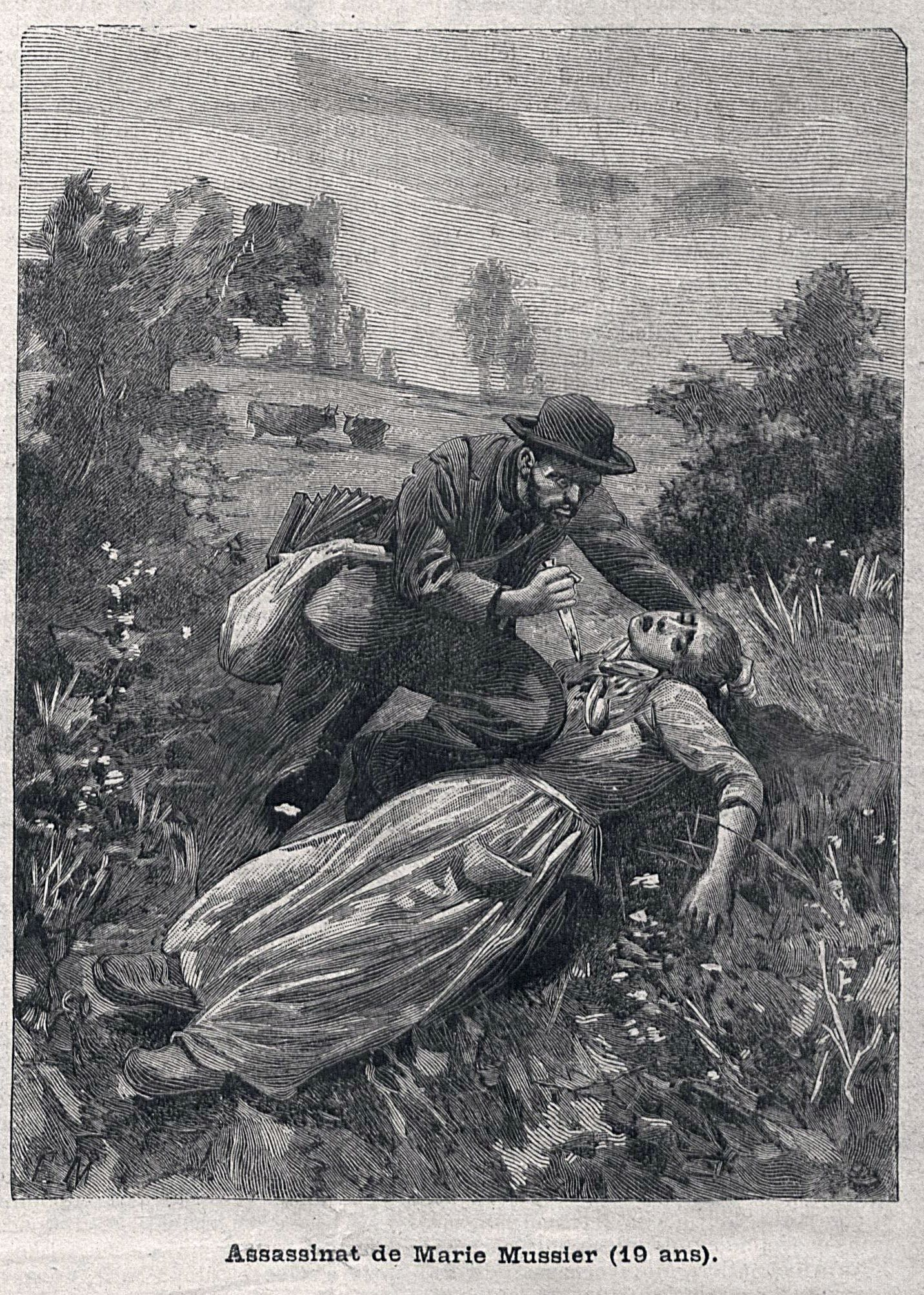
Ilustración de Le Progrés Ilustré (Lyon) con el asesinato de Marie Mussier, 19 años.

## Captura, juicio y sentencia
En 1897, Vacher atacó a una joven mientras recolectaba piñas en un campo de Ardèche. Ella se resistió y luchó contra él. Los gritos de auxilio alertaron al esposo e hijo de la mujer, que sometieron a Vacher y lo entregaron a la Policía. A pesar de todo, la Policía tenía pocas evidencias sobre los asesinatos como para condenarlo, por ello solo recibió 3 meses de prisión por agresión. No pasó mucho tiempo para que el asesino confesara; varios médicos lo examinaron a fondo, el diagnóstico fue que Joseph Vacher estaba legalmente cuerdo y apto para enfrentar juicio.
En el transcurso del juicio, Vacher se comportó de forma extraña con la esperanza de mostrar signos de demencia como aquella vez que se dirigió al tribunal sin permiso gritando frases religiosas como: 

“¡Gloria a Jesús! ¡Larga vida para Juana de Arco![cita requerida]”.

Incluso sin razón aparente, escribió una carta al juez declarando demencia tras haber sido mordido por un perro rabioso cuando tenía 8 años, por esto creía que su sangre había quedado permanentemente envenenada.
Finalmente, Joseph Vacher fue sentenciado a muerte el 28 de octubre de 1898, la multitud aplaudió ante el veredicto. El 31 de diciembre de 1898, fue conducido al cadalso. Los guardias tuvieron que llevarlo a empujones ya que se negaba a avanzar; la multitud aplaudió nuevamente cuando la cabeza del acusado fue cercenada por la guillotina y rodó por el suelo.

## El legado
Tras el caso de Vacher, en Francia se crearon Las Brigadas Móviles de la Policía, que más tarde se llamarían Las Brigadas del Tigre, y el Fichaje a los vagabundos desde 1912.